# Семка Соколовић Берток
Семка Соколовић-Берток (Сарајево, 22. децембар 1935 — Загреб, 4. март 2008) је била телевизијска, позоришна и филмска глумица. Била је и врхунска шахисткиња, а осам пута је освајала државно првенство у Хрватској.

## Биографија
Семка је рођена у Сарајеву 22. децембра 1935. године. Глуму је дипломирала на загребачкој Казалишној академији. Била је члан позоришта „Гавела“ четири деценије.
Поред позоришних улога остварила је запажене улоге и у филмовима и телевизијским серијама, прву улогу на филму је имала 1956. године, у филмској драми У мрежи редитеља Бојана Ступице, затим игра у многим југословенским и хрватским филмовима.
Запажене улоге је остварила у телевизијским серијама Куда иду дивље свиње, У регистратури и Вело мисто и филму Мајстори, мајстори и при крају живота у серији Битанге и принцезе.
Преминула је 4. марта 2008. године у Загребу од последица можданог удара.

## Филмографија
| Год.     | Назив                                 | Улога                      |
| -------- | ------------------------------------- | -------------------------- |
| 1950.-те |                                       |                            |
| 1956.    | У мрежи                               |                            |
| 1960.-те |                                       |                            |
| 1960.    | Капо                                  |                            |
| 1961.    | Царево ново рухо                      | Дама                       |
| 1964.    | Пред смрт                             |                            |
| 1964.    | Службени положај                      |                            |
| 1965.    | Друга страна медаље                   | проститутка Анђа           |
| 1967.    | Протест                               | радница                    |
| 1967.    | Кинески зид                           |                            |
| 1968.    | Маратонци (серија)                    |                            |
| 1969.    | Дивљи анђели                          |                            |
| 1970.-те |                                       |                            |
| 1970.    | Пансион с топлом и хладном водом      |                            |
| 1971.    | Куда иду дивље свиње                  |                            |
| 1971.    | La corta notte delle bambole di vetro |                            |
| 1972.    | Рођендан мале Мире                    |                            |
| 1973.    | Лењин у Африци                        |                            |
| 1974.    | У регистратури                        |                            |
| 1975.    | Вријеме ратно и поратно               |                            |
| 1976.    | Има наде за номаде (ТВ серија)        |                            |
| 1976.    | Марија                                |                            |
| 1977.    | Пуцањ                                 | Петрова мајка              |
| 1977.    | Акција стадион                        | Професорка                 |
| 1978.    | Роко и Цицибела                       | Цицибела                   |
| 1979.    | Новинар                               |                            |
| 1980.-те |                                       |                            |
| 1980.    | Обустава у стројној                   |                            |
| 1980.    | Мајстори, мајстори                    | директорка школе           |
| 1981.    | Краљево                               |                            |
| 1981.    | Вело мисто                            |                            |
| 1982.    | Мирис дуња                            | Есма                       |
| 1982.    | Вариола вера                          | докторка Ћирић             |
| 1983.    | Одумирање међеда                      | Зорка                      |
| 1983.    | Писмо - Глава                         | Цицина мајка               |
| 1984.    | Двије карте за град                   | Жена                       |
| 1984.    | Габријел (ТВ мини серија)             | Сања                       |
| 1984.    | Штефица Цвек у раљама живота          |                            |
| 1984.    | У раљама живота                       | тетка                      |
| 1985.    |                                       | Кати                       |
| 1985.    | Опасна баба                           |                            |
| 1985.    | Навијач                               |                            |
| 1985.    | Тајванска канаста                     | директорка музеја          |
| 1985.    | Нитко се неће смијати                 | сусетка                    |
| 1985.    | Црвени и црни                         | Бетина Блажина             |
| 1985.    | Дебели и мршави                       | Купусићева жена            |
| 1985.    | Антиказанова                          |                            |
| 1986.    | Путовање у Вучјак                     | баронеса Ана Ожеговић      |
| 1986.    | Обећана земља                         |                            |
| 1986.    | Шпадијер један живот                  |                            |
| 1987.    | Бунда (ТВ)                            | Лукреција, супруга Ловрина |
| 1987.    | Олујна ноћ                            |                            |
| 1987.    | Стратегија швраке                     |                            |
| 1988.    | Млада сила                            |                            |
| 1988.    | Азра                                  |                            |
| 1988.    | Бољи живот                            | Сена Лукшић                |
| 1989.    | Крвопијци                             | Јалза                      |
| 1989.    | Масмедиологија на Балкану             | Другарица Драга            |
| 1990.-те |                                       |                            |
| 1990.    | Неуништиви                            | Газдарица Шемса            |
| 1990.    | Тражим сродну душу ТВ мини серија     | Станодавка                 |
| 1990.    | Стратегија швраке (мини-серија)       |                            |
| 1990.    | Балканска перестројка                 | Другарица Драга            |
| 1990.    | Љето за сјећање                       |                            |
| 1990.    | Fatal Sky                             |                            |
| 1990.    | Хајде да се волимо 3                  | Hана                       |
| 1991.    | Празник у Сарајеву                    | Тетка Станка               |
| 1991.    | Крхотине                              | Сусетка                    |
| 1991.    | Чаруга                                | Баба Нинча                 |
| 1991.    | Born to Ride                          | Шпанкиња                   |
| 1991.    | The Pope Must Die                     |                            |
| 1991.    | Memories of Midnight                  |                            |
| 1992.    | Мор                                   |                            |
| 1993.    | Док нитко не гледа                    |                            |
| 1993.    | Окус лимуна                           |                            |
| 1994.    | Рокенрол                              |                            |
| 1994.    | Сваки пут кад се растајемо            | госпођа Свалина            |
| 1995.    | Пролази све                           |                            |
| 1996.    | Седма кроника                         | Маријела                   |
| 1997.    | Новогодишња пљачка                    | Селма Новак                |
| 1998.    | Кућа духова                           |                            |
| 2000.-те |                                       |                            |
| 2000.    | Црна кроника или дан жена             | сусетка                    |
| 2000.    | Наши и ваши                           | Стана Рашелић              |
| 2002.    | Варух меје                            |                            |
| 2002.    | De Enclave                            |                            |
| 2002.    | Не дао Бог већег зла                  |                            |
| 2004.    | Код амиџе Идриза                      | Сабира                     |
| 2005.    | Дуга мрачна ноћ                       |                            |
| 2005.    | Битанге и принцезе                    |                            |
| 2006.    | Грбавица                              | Пелдина мајка              |
| 2007.    | Цимер фрај                            | Добриса                    |
| 2007.    | Четврти човек                         | комшиница                  |
| 2007.    | Вратиће се роде                       | директорка школе           |
| 2008.    | Заувијек сусједи                      | тета Луче                  |
| 2008.    | Љубав и други злочини                 | Аницина бака               |
| 2008.    | Наша мала клиника                     | Радојка                    |
| 2008.    | Иза стакла                            | жена у болесничкој соби    |
| 2008.    | Traktor, ljubezen in Rock'n'Roll      | Стрина                     |